# Nagari Singkarak
Nagari Singkarak is een bestuurslaag in het regentschap Solok van de provincie West-Sumatra, Indonesië. Nagari Singkarak telt 3987 inwoners (volkstelling 2010).